# Vibeology
Vibeology – piosenka i czwarty singel z drugiego albumu amerykańskiej piosenkarki Pauli Abdul, zatytułowanego Spellbound. Została napisana przez Petera Lorda, Vernona Jeffreya Smitha i Sandrę St. Victor. Utwór dotarł do szesnastego miejsca listy Billboard Hot 100 i był to pierwszy singel, który nie zajął miejsca w pierwszej dziesiątce od czasu wydania pierwszej wersji singla „(It's Just) The Way That You Love Me”. Piosenka odniosła za to sukces na klubowych listach przebojów. Zajęła 19 miejsce na UK Singles Chart, co pozwoliło albumowi ponownie wejść do pierwszej dwudziestki najlepiej sprzedających się płyt w cotygodniowych zestawieniach na tym rynku. Utwór poradził sobie dobrze także na listach w Japonii i w Kanadzie (3 miejsce i 27 tygodni obecności na liście).

## Lista piosenek
Stany Zjednoczone – 12"
1. „Vibeology” – Keith Cohen’s House Mix
2. „Vibeology” – Keith Cohen’s Club Mix
3. „Vibeology” – Keith Cohen’s Vibe the House Dub
4. „The Promise of a New Day” – 12" Mix
5. „Vibeology” – Humphrey’s Full-length Hip-Hop Mix
6. „Vibeology” – Humphrey’s House Mix
7. „Vibeology” – Humphrey’s Hip-House Mix
8. „Vibeology” – Humphrey’s Hip-Hop Instrumental
9. „Vibeology” – Keith Cohen’s LP Version

Europa – 7" singel
1. „Vibeology” – 7" Edit
2. „Vibeology” – Hurley’s House 7"

Europa – 12"
1. „Vibeology” – Hurley’s House Mix
2. „Vibeology” – Silky Sax Dub
3. „Vibeology” – Hurley’s Underground Mix
4. „Vibeology” – Hurley’s Underground Sax Dub
5. „Vibeology” – Album Version

Wielka Brytania – 5" CD
1. „Vibeology” – 7" Edit
2. „Vibeology” – Hurley’s House Mix
3. „Vibeology” – Silky Sax Dub
4. „Vibeology” – Hurley’s Underground Mix
5. „Vibeology” – Hurley’s Underground Sax Dub

### Remiksy
- 7" Edit
- Humphrey’s Hip-Hop Mix
- Humphrey’s Hip-Hop Radio Edit
- Humphrey’s House Mix
- Humphrey’s Hip-House Mix
- Humphrey’s Hip-Hop Instrumental
- Keith Cohen’s LP Version
- Keith Cohen’s House Mix
- Keith Cohen’s Club Mix
- Keith Cohen’s Vibe the House Dub
- Keith Cohen’s Penthouse Dub
- Hurley’s House Mix
- Hurley’s House 7"
- Hurley’s Underground Mix
- Hurley’s Underground Sax Dub
- Silky Sax Dub
- Jeff & Pete 7" Edit
- Video Edit

## Listy przebojów
| Lista (1992)                                    | Najwyższa pozycja |
| ----------------------------------------------- | ----------------- |
| Canadian Singles Chart                          | 3                 |
| German Singles Chart                            | 46                |
| UK Singles Chart                                | 19                |
| US Billboard Hot 100                            | 16                |
| US Billboard Hot Dance Music/Maxi-Singles Sales | 2                 |
| US Billboard Hot Dance Music/Club Play          | 17                |